# Польща на зимових Олімпійських іграх 2002
Польща на зимових Олімпійських іграх 2002 року, які проходили в американському місті Солт-Лейк-Сіті, була представлена 27 спортсменами (22 чоловіками та 5 жінками) у 9 видах спорту. Прапороносцем на церемоніях відкриття та закриття Олімпійських ігор був фігурист Маріуш Сюдек.
Польські спортсмени вибороли 2 медалі — 1 срібну та 1 бронзову. Олімпійська збірна Польщі зайняла 21 загальнокомандне місце.

## Медалісти
| Медалі за видом спорту | Медалі за видом спорту | Медалі за видом спорту | Медалі за видом спорту | Медалі за видом спорту |
| ---------------------- | ---------------------- | ---------------------- | ---------------------- | ---------------------- |
| Вид                    | 1                      | 2                      | 3                      | Всього                 |
| Стрибки з трампліна    | 0                      | 1                      | 1                      | 2                      |
| Всього                 | 0                      | 1                      | 1                      | 2                      |

| Медаль | Спортсмен  | Вид спорту          | Дисципліна          |
| ------ | ---------- | ------------------- | ------------------- |
| Срібло | Адам Малиш | Стрибки з трампліна | великий трамплін    |
| Бронза | Адам Малиш | Стрибки з трампліна | нормальний трамплін |

## Біатлон
| Дисципліна                              | Спортсмен                                              | Час       | Промахів | Відкоректований час | Місце |
| --------------------------------------- | ------------------------------------------------------ | --------- | -------- | ------------------- | ----- |
| 10 км, спринт, чоловіки                 | Кшиштоф Топур                                          | 28:02.2   | 3        | —                   | 61    |
| 10 км, спринт, чоловіки                 | Веслав Земянін                                         | 27:47.0   | 2        | —                   | 58    |
| 10 км, спринт, чоловіки                 | Томаш Сікора                                           | 26:59.3   | 1        | —                   | 31    |
| 10 км, спринт, чоловіки                 | Войцех Козуб                                           | 26:31.9   | 1        | —                   | 18    |
| 12,5 км, гонка переслідування, чоловіки | Веслав Земянін                                         | 38:45.7   | 4        | —                   | 50    |
| 12,5 км, гонка переслідування, чоловіки | Войцех Козуб                                           | 36:27.8   | 4        | —                   | 34    |
| 12,5 км, гонка переслідування, чоловіки | Томаш Сікора                                           | 35:30.0   | 1        | —                   | 25    |
| 20 км, індивідуальна гонка, чоловіки    | Кшиштоф Топур                                          | 54:36.8   | 6        | 1'00:36.8           | 74    |
| 20 км, індивідуальна гонка, чоловіки    | Войцех Козуб                                           | 54:35.1   | 5        | 59:35.1             | 69    |
| 20 км, індивідуальна гонка, чоловіки    | Томаш Сікора                                           | 53:08.5   | 4        | 57:08.5             | 46    |
| 20 км, індивідуальна гонка, чоловіки    | Веслав Земянін                                         | 54:35.2   | 1        | 55:35.2             | 30    |
| естафета, чоловіки                      | Веслав Земянін Войцех Козуб Кшиштоф Топур Томаш Сікора | 1'27:35.4 | 1        | —                   | 9     |
| 7,5 км, спринт, жінки                   | Анна Стера-Кустуш                                      | 23:24.6   | 0        | —                   | 43    |
| 10 км, гонка переслідування, жінки      | Анна Стера-Кустуш                                      | 36:59.3   | 4        | —                   | 43    |
| 15 км, індивідуальна гонка, жінки       | Анна Стера-Кустуш                                      | 50:47.1   | 4        | 54:47.1             | 54    |

## Бобслей
| Спортсмени                                         | Дисципліна | Фінал   | Фінал   | Фінал   | Фінал   | Фінал   | Фінал |
| Спортсмени                                         | Дисципліна | Спуск 1 | Спуск 2 | Спуск 3 | Спуск 4 | Загалом | Місце |
| -------------------------------------------------- | ---------- | ------- | ------- | ------- | ------- | ------- | ----- |
| Томаш Жила Давід Купчик Кшиштоф Сєнько Томаш Гатка | четвірки   | 47.22   | 47.48   | 47.93   | 48.10   | 3:10.73 | 18    |

## Гірськолижний спорт
| Спортсмен      | Змагання         | Фінал   | Фінал   | Фінал   | Фінал |
| Спортсмен      | Змагання         | Спуск 1 | Спуск 2 | Разом   | Місце |
| -------------- | ---------------- | ------- | ------- | ------- | ----- |
| Анджей Бахледа | слалом, чоловіки | 51.43   | 53.22   | 1:44.65 | 10    |

## Ковзанярський спорт
| Дисципліна        | Спортсмен          | Забіг 1 | Забіг 1 | Забіг 2 | Забіг 2 | Разом    | Разом |
| Дисципліна        | Спортсмен          | Час     | Місце   | Час     | Місце   | Час      | Місце |
| ----------------- | ------------------ | ------- | ------- | ------- | ------- | -------- | ----- |
| 500 м, чоловіки   | Томаш Швіст        | 35.72   | 23      | 35.55   | 26      | 71.27    | 22    |
| 500 м, чоловіки   | Павел Абраткевич   | 35.40   | 16      | 35.04   | 16      | 70.44    | 16    |
| 1000 м, чоловіки  | Павел Абраткевич   |         |         |         |         | 1:10.21  | 29    |
| 1000 м, чоловіки  | Томаш Швіст        |         |         |         |         | 1:09.48  | 21    |
| 5000 м, чоловіки  | Павел Зигмунт      |         |         |         |         | 6:29.71  | 14    |
| 10000 м, чоловіки | Павел Зигмунт      |         |         |         |         | 13:35.50 | 14    |
| 1500 м, жінки     | Катажина Вуйцицька |         |         |         |         | 2:00.59  | 26    |
| 3000 м, жінки     | Катажина Вуйцицька |         |         |         |         | 4:19.10  | 26    |

## Лижні перегони
| Спортсмен      | Дисципліна                              | Кваліфікація | Кваліфікація | Чвертьфінал | Чвертьфінал | Півфінал  | Півфінал | Фінал      | Фінал      |
| Спортсмен      | Дисципліна                              | Результат    | Місце        | Результат   | Місце       | Результат | Місце    | Результат  | Місце      |
| -------------- | --------------------------------------- | ------------ | ------------ | ----------- | ----------- | --------- | -------- | ---------- | ---------- |
| Януш Кренжелок | 2х10 км, гонка переслідування, чоловіки | 27:14.6      | 25 Q         |             |             |           |          | 25:30.3    | 32         |
| Януш Кренжелок | чоловічий спринт                        | 2:50.67      | 3 Q          | 3:00.7      | 3 ADV       | 3:00.6    | 5        | не пройшов | не пройшов |

## Сноубординг
Хаф-пайп
| Спортсмени     | Дисципліна          | Спуск 1 | Спуск 1 | Спуск 2 | Спуск 2 | Фінал      | Фінал      | Фінал |
| Спортсмени     | Дисципліна          | Бали    | Місце   | Бали    | Місце   | Спуск 1    | Спуск 2    | Місце |
| -------------- | ------------------- | ------- | ------- | ------- | ------- | ---------- | ---------- | ----- |
| Марек Сонсядек | хаф-пайп (чоловіки) | 18.8    | 29      | 34.0    | 11      | не пройшов | не пройшов | 17    |

Паралельний гігантський слалом
| Спортсмени       | Дисципліна                            | Кваліфікація | Кваліфікація | 1/16                          | Чвертьфінал        | Півфінал       | Фінали           | Фінали |
| Спортсмени       | Дисципліна                            | Час          | Місце        | Суперник Час                  | Суперник Час       | Суперник Час   | Суперник Час     | Місце  |
| ---------------- | ------------------------------------- | ------------ | ------------ | ----------------------------- | ------------------ | -------------- | ---------------- | ------ |
| Ягна Марчулайтіс | паралельний гігантський слалом, жінки | 42.39        | 9 Q          | Дагмар Мейр Унтер-дер-Егген W | Марія Кірхгассен W | Ізабель Блан L | Лідія Треттель L | 4      |

## Стрибки з трапліна
| Спортсмен       | Дисципліна          | Кваліфікаційний стрибок | Кваліфікаційний стрибок | Кваліфікаційний стрибок | Фінальний стрибок 1 | Фінальний стрибок 1 | Фінальний стрибок 1 | Фінальний стрибок 2 | Фінальний стрибок 2 | Разом      | Разом      |
| Спортсмен       | Дисципліна          | Відстань                | Бали                    | Місце                   | Відстань            | Бали                | Місце               | Відстань            | Бали                | Бали       | Місце      |
| --------------- | ------------------- | ----------------------- | ----------------------- | ----------------------- | ------------------- | ------------------- | ------------------- | ------------------- | ------------------- | ---------- | ---------- |
| Войцех Скупєнь  | нормальний трамплін | 83.0                    | 97.0                    | 31 Q                    | 83.5                | 98.0                | 42                  | не пройшов          | не пройшов          | не пройшов | не пройшов |
| Томаш Похвала   | нормальний трамплін | 88.0                    | 108.5                   | 22 Q                    | 85.0                | 102.0               | 40                  | не пройшов          | не пройшов          | не пройшов | не пройшов |
| Роберт Матея    | нормальний трамплін | 90.0                    | 115.5                   | 10 Q                    | 85.5                | 104.5               | 37                  | не пройшов          | не пройшов          | не пройшов | не пройшов |
| Адам Малиш      | нормальний трамплін | Pre-qualified           | Pre-qualified           | Pre-qualified           | 98.5                | 129.5               | 3 Q                 | 98.0                | 133.5               | 263.0      | 3          |
| Томаш Похвала   | великий трамплін    | 110.5                   | 94.4                    | 26 Q                    | 110.5               | 93.9                | 43                  | не пройшов          | не пройшов          | не пройшов | не пройшов |
| Томіслав Тайнер | великий трамплін    | 112.5                   | 98.0                    | 18 Q                    | 113.0               | 98.4                | 39                  | не пройшов          | не пройшов          | не пройшов | не пройшов |
| Роберт Матея    | великий трамплін    | 118.0                   | 111.4                   | 5 Q                     | 117.0               | 108.6               | 29 Q                | 109.5               | 93.6                | 202.2      | 29         |
| Адам Малиш      | великий трамплін    | Pre-qualified           | Pre-qualified           | Pre-qualified           | 131.0               | 137.3               | 3 Q                 | 128.0               | 132.4               | 269.7      | 2          |

Командне змагання, великий трамплін
| Спортсмени                                            | Результат | Результат |
| Спортсмени                                            | Бали      | Місце     |
| ----------------------------------------------------- | --------- | --------- |
| Роберт Матея Томіслав Тайнер Томаш Похвала Адам Малиш | 848.1     | 6         |

## Фігурне катання
| Спортсмени                            | Дисципліна     | CD  | CD  | SP/OD | FS/FD | Разом | Разом |
| Спортсмени                            | Дисципліна     | 1   | 2   | SP/OD | FS/FD | Бали  | Місце |
| ------------------------------------- | -------------- | --- | --- | ----- | ----- | ----- | ----- |
| Дорота Загорська Маріуш Сюдек         | Пари           | n/a | n/a | 8     | 7     | 11,0  | 7     |
| Сильвія Новак Себастіан Колясіньський | Танці на льоду | 13  | 13  | 13    | 13    | 26,0  | 13    |

Key: CD = Compulsory Dance, FD = Free Dance, FS = Free Skate, OD = Original Dance, SP = Short Program

## Шорт-трек
| Спортсмени             | Дисципліна       | Гіт      | Гіт   | Чвертьфінал | Чвертьфінал | Півфінал   | Півфінал   | Фінал      | Фінал      | Загальне місце |
| Спортсмени             | Дисципліна       | Час      | Місце | Час         | Місце       | Час        | Місце      | Час        | Місце      | Загальне місце |
| ---------------------- | ---------------- | -------- | ----- | ----------- | ----------- | ---------- | ---------- | ---------- | ---------- | -------------- |
| Христіан Здройковський | 500 м, чоловіки  | 44.117   | 4     | не пройшов  | не пройшов  | не пройшов | не пройшов | не пройшов | не пройшов | 25             |
| Христіан Здройковський | 1000 м, чоловіки | 1:30.026 | 3     | не пройшов  | не пройшов  | не пройшов | не пройшов | не пройшов | не пройшов | 19             |
| Христіан Здройковський | 1500 м, чоловіки | 2:23.015 | 5     | не пройшов  | не пройшов  | не пройшов | не пройшов | не пройшов | не пройшов | 21             |